# Пионер (автомобил)
Вижте пояснителната страница за други значения на Пионер.
„Пионер“ е първият български прототип на електрически автомобил.

## История
Прототипът показва творческите способности и желанието на българските инженери за развитие на машиностроенето в Народна република България в края на 1960-те години. От източния блок България се нарежда сред първите страни, които представят подобен автомобил.
Автомобилът е представен през 1968 година. Двуместният автомобил е разработен от Научноизследователски и проктно-конструкторски институт по електро- и мотокари (НИПКИЕМ) в София от ДСО „Балканкар“.
През 1970 г. е представен електромобил „ЕЛМО-70“, който е създаден на базата на „Москвич 412“.